# Жовтець колючкуватий
Жовтець колючкуватий (Ranunculus muricatus) — вид квіткових рослин родини жовтецеві (Ranunculaceae). Етимологія: лат. muricatus — «шипований».

## Морфологічна характеристика
Однорічна (або іноді дворічна) трав'яниста рослина, гола; з численними стеблами, розгалужена від основи. Може рости прямостояче або стелиться по землі. Стебла до 40(50) см. Листя 10–60(80) × (8)15–80(90) мм, глибоко розділене на 3 чи 5 лопатей. Листя від голого до волохатого на довгих черешках. Квітка (6)8–20(25) мм діаметром, має п'ять блискуче-жовтих пелюсток (4)4,5–10(11) мм, обернено-яйцеподібних або еліптичних. Плодоніжка (8)10–45 мм. Плід — колюча сім'янка (4.5)5–8(9) мм, обернено-яйцеподібна, темно-коричнева; дзьоб (1,5)2–3 мм.

## Поширення
Батьківщина. Північна Африка: Алжир; Єгипет; Лівія; Марокко; Туніс. Азія: Саудівська Аравія; Таджикистан; Туркменістан; Узбекистан; Афганістан; Кіпр; Іран; Ірак; Ізраїль; Йорданія; Ліван; Сирія; Туреччина; Індія; Пакистан. Кавказ: Вірменія; Азербайджан; Грузія. Європа: Україна — Крим; Албанія; Боснія і Герцеговина; Болгарія; Хорватія; Греція; Італія; Македонія; Чорногорія; Румунія; Франція; Португалія [вкл. Мадейра]; Гібралтар; Іспанія [вкл. Канарські острови]. Натуралізований в Америці й Австралії. Мешкає на вологих полях, у канавах, на луках, узбіччях.

## Галерея

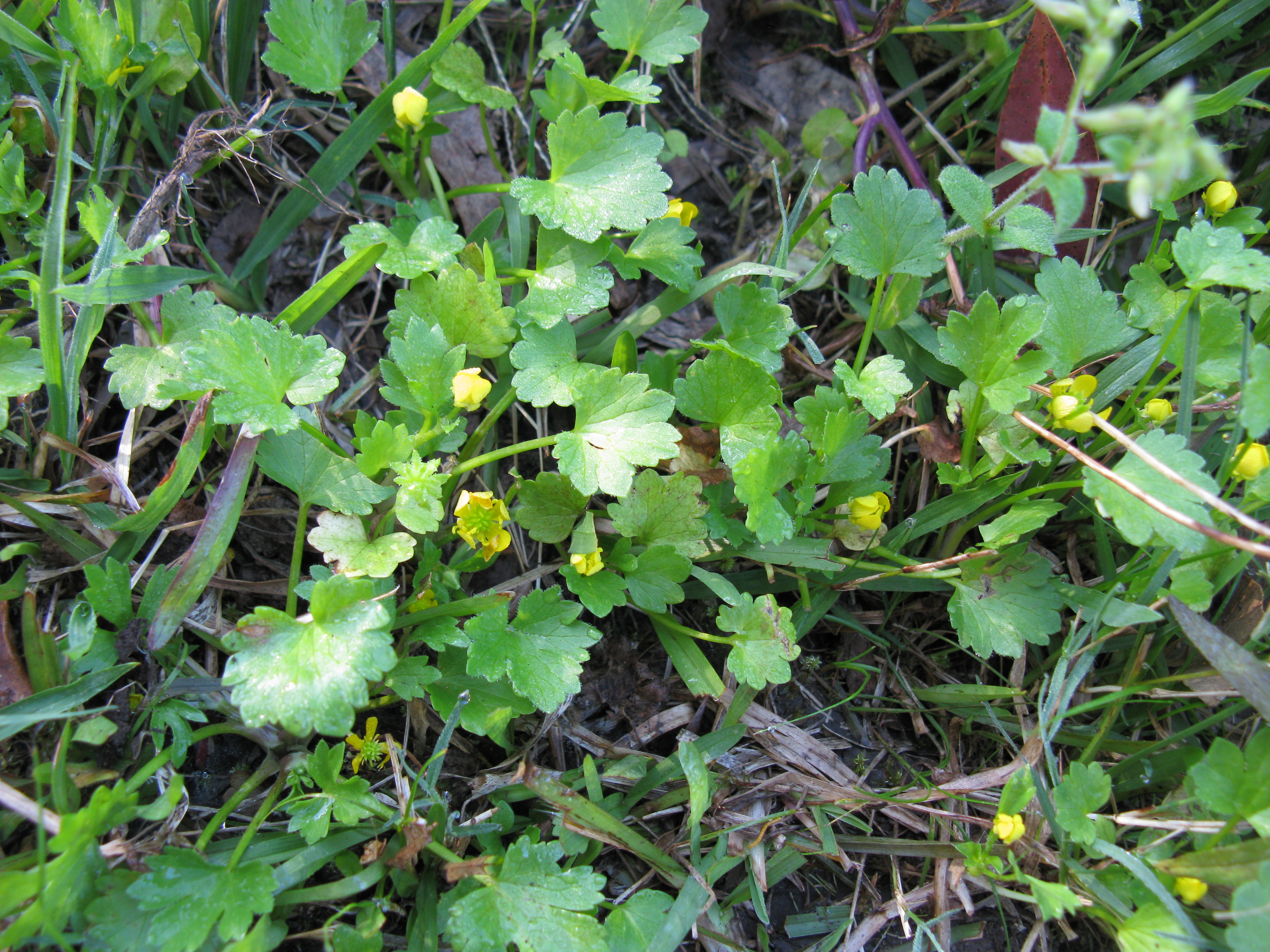
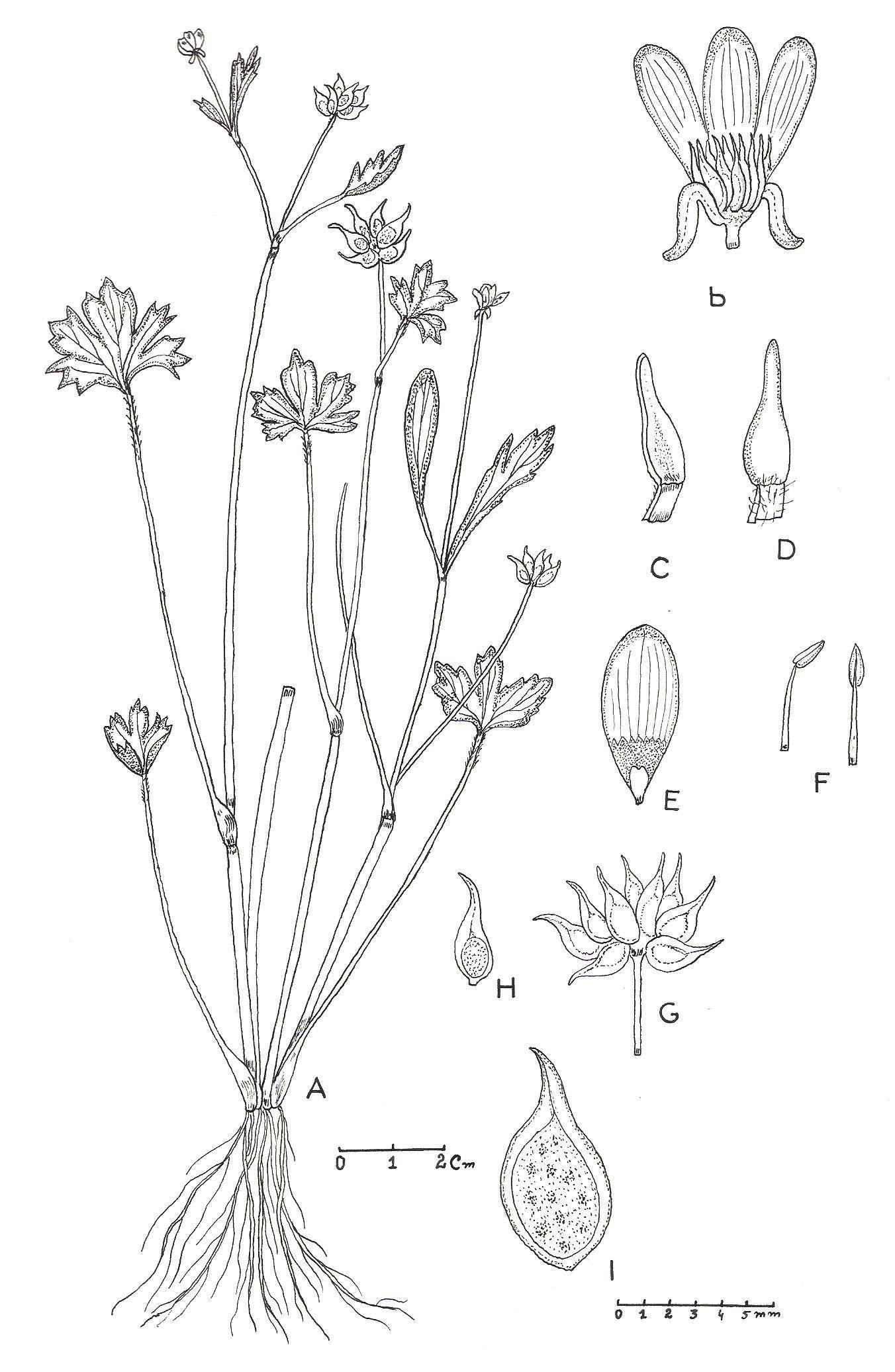